# Eucosmocara
Eucosmocara là một chi bướm đêm thuộc họ Erebidae.